# 腹誹
腹誹，意為在肚腹之中“誹謗”皇帝，儘管大臣話未出口，但皇帝僅憑自己的猜斷，即可予以加上此罪名制裁，表現出在君主專制之下對於言論的控制。
漢武帝與張湯研議發行「白鹿皮幣」，一張白鹿皮幣，價值四十萬錢。武帝徵求大農令顏異意見，顏異提出了不同看法：「今王侯朝賀以蒼璧，直數千，而其皮薦反四十萬，本末不相稱。」武帝大不高興。張湯本與顏異有仇隙，後來有人告發顏異發表異議，武帝讓張湯審理顏異一案。《史記·平準書》載“（顏）異與客語，客語初令下有不便者，異不應，微反脣。湯奏當異九卿見令不便，不入言而腹誹，論死。自是之後，有腹誹之法，而公卿大夫多諂諛取容矣。”